# Progress (kōkuaの曲)
「Progress」（プログレス）は、kōkuaのシングル曲。2006年8月2日発売。

## 解説
- 『プロフェッショナル 仕事の流儀』のために結成されたバンド、kōkuaの唯一のシングル作品。
- この曲は、スガシカオが2006年の『第57回NHK紅白歌合戦』に初出場の際、ソロ名義で披露した。
- スガの7thアルバム『PARADE』には、スガの当時のサポートメンバーであるFamily Sugarで演奏されたバージョンが収録されている。
- スガの28thシングル「約束」及びベストアルバム『SugarlessII』には、piano ver.が収録されている。
- オフィスオーガスタがユニバーサルミュージックの傘下となったのに伴い、2017年3月を以てアリオラジャパン（旧BMG JAPAN 邦楽部門）との原盤供給契約が満了となっているが、本作品のみオフィスオーガスタからアリオラジャパンへ原盤権が移管されており、現在もアリオラジャパンから唯一発売されている[1]。

## 収録曲
全作詞：スガシカオ
1. Progress
作曲：スガシカオ / 編曲：武部聡志・小倉博和
  - NHK『プロフェッショナル 仕事の流儀』主題歌。
  - 『プロフェッショナル 仕事の流儀』の放送まで一カ月もない状態で主題歌のオファーがきたといい、そこから短時間で制作された楽曲[2]。
  - Mr.Childrenの作風を意識して作られた楽曲[3]。
  - 数テイク演奏した内の最初のテイクが使われており、その後テイク数を重ねても、最初のものを上回れなかったとインタビューで語っている[2]。
  - イントロで使用しているギター『Gretsch White Falcon（英語版）』は、Mr.Childrenの桜井和寿から譲り受けたもの[2]。
  - TBS系アニメ『新幹線変形ロボ シンカリオン』第69話では地上波放送版のみ挿入歌として使用された。
2. 街角
作曲・編曲：武部聡志・小倉博和
3. kōkua's talk
作曲・編曲：kōkua

## 参加ミュージシャン
- vocal：スガシカオ
- acoustic piano（#1・#2）、rthodes（#3）：武部聡志
- electric guitar（#1）、gut guitar・pedal steel guitar（#2）、lap steel guitar・ukulele（#3）：小倉博和
- bass：根岸孝旨
- drums：屋敷豪太
- strings（#1）：弦一徹ストリングス
- saxophone（#2）：山本拓夫
- trumpet（#2）：西村浩二
- trombone（#2）：村田陽一